# Юнь Шоупин
Юнь Шоупи́н (кит. трад. 惲壽平, 1633 — 1690) — китайский художник времён империи Цин.

## Жизнеописание
Родился в 1633 году в уезде Уцзинь провинции Цзянсу. Сын Юнь Дая, местного чиновника. С детства стремился к обучению. Много путешествовал по стране. Впоследствии стал учеником Ван Ши-миня. Начав свою жизнь в искусстве со службы в Академии живописи, Юнь Шоупин в 1683 году подал в отставку и вернулся в родные места независимым художником, пополнивший ряды оппозиционеров академической школе. Умер в 1690 году.

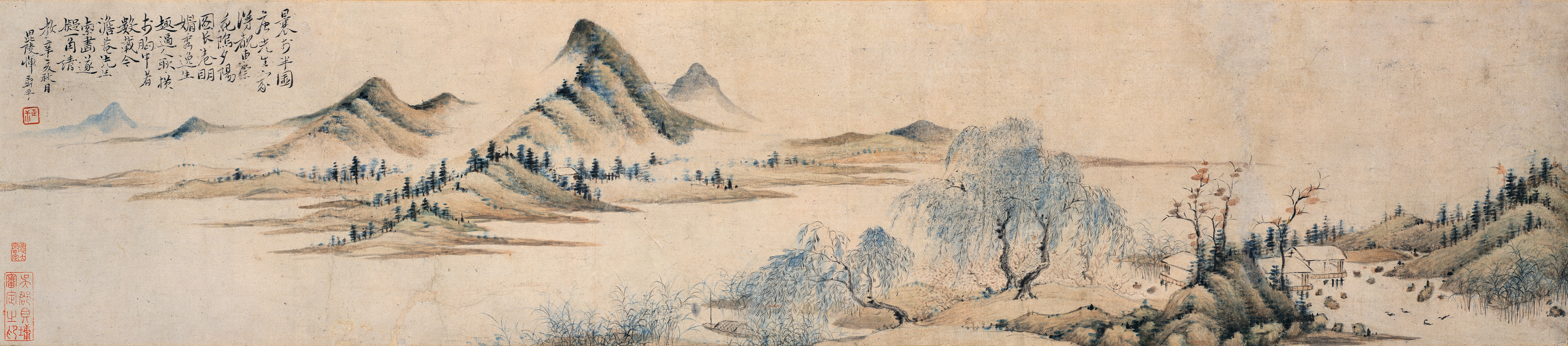
Юнь Шоупин. Закат вдоль Цветочной набережной, Национальный музей Киото, Япония

## Творчество
Вошёл в историю китайского искусства как один из лучших мастеров жанра «цветы и птицы» — хуаняо. Изображая согласно традиции этого жанра бамбук, цветущую сливу, лотосы и пионы, Юнь Шоупин стремился к их новой интерпретации. Главным его творческим достижением считается разработка в полихромной технике «бескостного метода» (могу-хуа) изображения растений с помощью плотных цветовых размывок, ранее применяемого мастерами хуаняо (Сюй Си и Чэнь Чунем) только в монохромном варианте. Освоенная Юнь Шоупином манера письма позволяла ему создавать композиции, отличающиеся мягкостью, фееричностью цветовой гаммы и редкой выразительностью, подобно серии альбомных листов «Хуа Хуэйци» («Цветы и травы», 30х22 см, шёлк, тушь, краски. Шанхайский художественный музей).

## Примечания

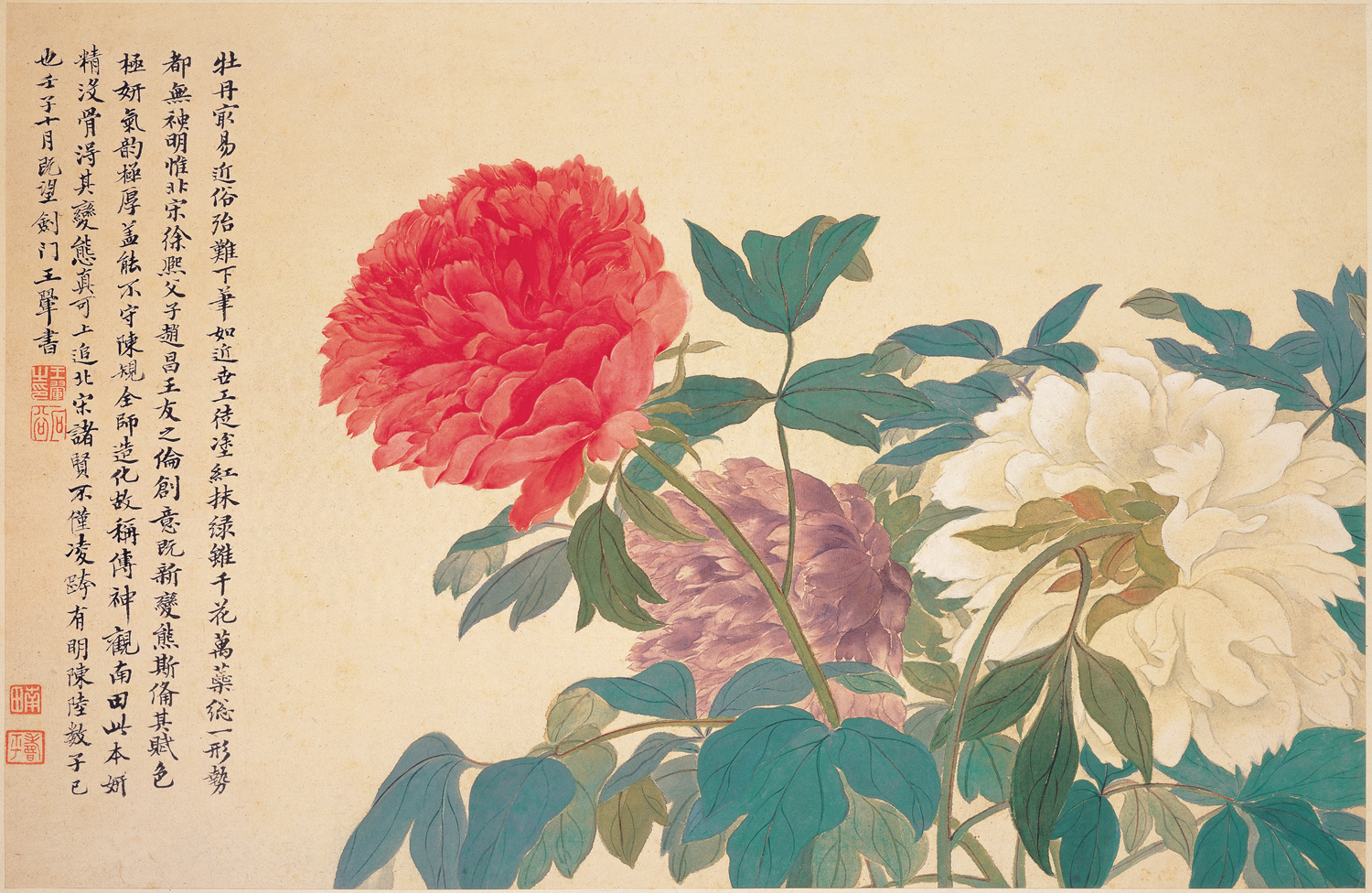
Юнь Шоупин. Пионы